# Herb gminy Gorzkowice
Herb gminy Gorzkowice – jeden z symboli gminy Gorzkowice, ustanowiony 8 września 2015.

## Wygląd i symbolika
Herb przedstawia na tarczy w polu czerwonym mur kamienny z przejazdem, nad nim koło wozowe z promieniście zaćwiczonymi ostrzami (koło św. Katarzyny Aleksandryjskiej) i różę w pas. Róża zaczerpnięta została z herbu Poraj rodziny Kurozwęckich.